# Vemmenhögs, Ljunits och Herrestads häraders domsaga
Vemmenhögs, Ljunits och Herrestads häraders domsaga  var mellan 1865 och 1966 en domsaga i Malmöhus län som ingick i domkretsen för Hovrätten över Skåne och Blekinge. Den bildades av Herrestads och Ljunits häraders domsaga samt Vemmenhögs tingslag ur Oxie, Skytts och Vemmenhögs häraders domsaga
Domsagan uppgick 1 juli 1967 i Ystads domsaga.

## Tingslag
- Herrestads härads tingslag före 1878
- Vemmenhögs tingslag före 1878
- Ljunits härads tingslag före 1878
- Vemmenhögs, Ljunits och Herrestads häraders tingslag från 1878